# Yamagata Aritomo
Yamagata Aritomo est un nom japonais traditionnel ; le nom de famille (ou le nom d'école), Yamagata, précède donc le prénom (ou le nom d'artiste) Arimoto.
Yamagata Aritomo, 1er duc Yamagata (山縣 有朋) (16 octobre 1841 - 1er février 1922) est un homme politique et militaire japonais.

## Vie publique

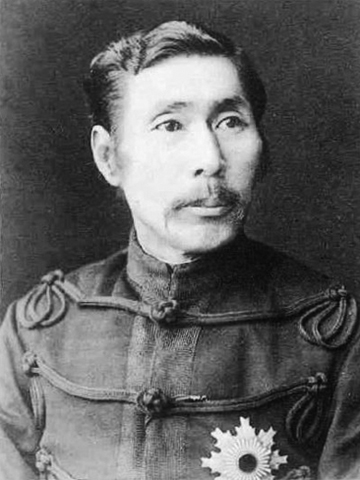
Aritomo Yamagata, dans un jeune âge.

### Carrière politique
Après plusieurs portefeuilles ministériels notamment comme ministre de la guerre et de l'intérieur, il occupe deux fois le poste de Premier ministre du Japon du 24 décembre 1889 au 6 mai 1891 et entre 1898 et 1900. Il est aussi à la tête du Conseil privé de l'empereur en 1893 et 1894 puis de 1905 à 1922.

### Carrière militaire
Il est samouraï dans l'armée privée de Chōshū puis lors de la guerre de Boshin il est un officier qui défend l'empereur. En 1868, il voyage avec Saigo Tsugumichi en Europe pour étudier les armées et les techniques en vigueur
Il revient en étant marqué par les doctrines prussiennes en vigueur, prépondérance de l'armée, organisation agraire et industries ; il fut nommé ministre de la Guerre en 1873 et instaura un système de conscription.
Il emmène la nouvelle armée réprimer la rébellion de Satsuma. Il est commandant de l'état-major général de l'Armée de 1874 à 1876 puis de 1878 à 1882 et aussi de 1884 à 1885.
Il commande la première armée du Japon durant le conflit contre la Chine en 1894, gagnant la bataille de Pyongyang. Il est nommé maréchal en 1898. Lors de la guerre russo-japonaise, il est chef du cabinet de la guerre.
Louis Émile Bertin a des relations étroites avec Yamagata Aritomo. Il est invité dans la résidence privée d'Émile Bertin, en 1886, en présence de l'amiral Henri Rieunier, commandant en chef de la division des mers de Chine et du Japon et de grands dignitaires de l'Empire du Soleil Levant.

## Vie privée
Grand amateur de jardins, il en est aussi concepteur et l'une de ses œuvres est encore visible à la villa Murin-an à Kyoto.

## Distinctions
- Comte, 7 juillet 1884 ;
- Grand cordon de l'ordre du Soleil levant avec fleurs de Pawlonia 1895 ;
- Maréchal, (20 janvier 1898);
- Grand cordon de l'ordre du Chrysanthème, 21 septembre 1908 ;
- Grand cordon de l'ordre du Milan d'or, 1908 ;
- Prince, 21 septembre 1908.